# Dixon Chibanda
Dixon Chibanda ist Psychiater, Professor für Psychiatrie an der University of Zimbabwe, Associate Professor in global mental health an der London School of Hygiene and Tropical Medicine und Direktor der African Mental Health Research Initiative. Er ist bekannt für sein Projekt Friendship Bench (englischsprachig für Freundschafts-Sitzbank), ein Projekt für psychologische Kurzinterventionen durch community health workers, das in Simbabwe entwickelt und umgesetzt wurde.

## Werdegang
Chibanda entwickelte nach eigenen Angaben Interesse an Fragen psychischer Gesundheit in seiner Jugend, als er mit zwölf Jahren die Trennung seiner Eltern miterlebte und mit fünfzehn Jahren als einziger Farbiger einer Schule Ausgrenzung erfuhr, bis er ein Jahr später die Schule wechselte.
Chibanda besuchte im Rahmen seiner ärztlichen Ausbildung eine Universität in der Tschechoslowakei, wo seine Situation als einziger Farbiger ihm als ein Déjà-vu von Rassismus erschien. Ein Mitstudent beging Suizid, was für Chibanda und andere Kommilitonen völlig unerwartet geschah; in dieser Zeit wurde für Chibanda die Bekanntschaft eines Musikers wichtig, der sein Mentor wurde. Als er nach diesen Erfahrungen im Rahmen seiner ärztlichen Ausbildung Methoden wie die Elektrotherapie kennenlernte, stand ihm deutlich vor Augen, dass allein schon durch Gespräche viel für die psychische Gesundheit erreicht werden kann.
Chibanda schloss sein Medizinstudium an der Comenius-Universität Bratislava 1993 ab. Zudem verfügt er über Master-Abschlüsse in Psychiatrie (2004) sowie Epidemiologie (2007) der University of Zimbabwe sowie einen Doktorgrad in Psychiatrie der Universität Kapstadt (2015). Nach seinem Studienabschluss an der University of Zimbabwe wurde er als Berater für die Weltgesundheitsorganisation (WHO) tätig. Er ist Professor für Psychiatrie an der University of Zimbabwe, Associate Professor in global mental health an der London School of Hygiene and Tropical Medicine. Chibanda war einer der ersten, der die psychischen Auswirkungen der 2005 erfolgten Operation Murambatsvina untersuchte; er fand in Umfragen in zwölf Kliniken hohe Raten psychischer Auffälligkeiten, die auf das Vorliegen einer Depression hinwiesen.
Die Idee für sein Projekt entstand in den 2000er-Jahren, als deutlich wurde, dass es in Simbabwe sehr wenige Therapeuten gab, zugleich aber ein sehr großer Bedarf an psychologischer Hilfe bestand. So gab es im Jahr 2004 in ganz Zimbabwe, das damals über 12,5 Millionen Einwohner zählte, nur zwei Psychiater, die beide in der Hauptstadt Harare tätig waren. Chibanda spricht von einem in Simbabwe bestehenden, vier Generationen prägenden kollektiven Trauma, das oft Vergewaltigung und häusliche Gewalt einschließt.
Arme Menschen hatten nicht nur aufgrund der allzu kleinen Zahl von Therapeuten, sondern auch der Schwierigkeiten einer langen und für sie kostspieligen Anreise kaum Zugang zu wirksamer Hilfe. Chibanda erlebte dies unmittelbar, als eine junge Patientin nach der Entlassung aus der Klinik Selbstmord beging, nachdem sie nicht wie zuvor besprochen zu einer Konsultation erschienen war, da ihre Mutter die Busfahrkarte nicht bezahlen konnte.

## Das Projekt Friendship Bench

### Konzept
Im Rahmen des Projekts Friendship Bench werden Großmütter darin ausgebildet, Interventionen psychosozialer Beratung zu geben. Sie wenden dabei Methoden der Gesprächstherapie an, die sich in der Behandlung von Personen mit psychischen oder neurologischen Störungen oder Drogenmissbrauch evidenzbasiert als wirksam gezeigt haben.
Chibanda basierte sich bei diesem Projekt auf Großmütter. Die Großmütter werden „Gemeindegroßmütter“ genannt; manche von ihnen haben in Simbabwe schon seit den 1980ern als community health workers an regionalen Kliniken gearbeitet. Sie sind für ihre kulturellen Kenntnisse und die Weisheit bekannt und sind eng mit ihrer Heimatgemeinde verbunden. Aus diesen Gründen ebenso wie aus Mangel an finanziellen und personellen Ressourcen setzte Chibanda Großmütter als Laientherapeutinnen ein, trotz der Skepsis vieler Kollegen und auch seiner eigenen anfänglichen Befürchtung, eine wirksame Behandlung könne womöglich nur von professionellen Psychologen und Psychiatern durchgeführt werden. Gemeinsam mit Petra Mesu entwickelte er eine an lokale kulturelle Konzepte angepasste Therapie in der Sprache Shona. Ihr Ansatz ist auf die Problemlösung ausgerichtet und integriert indigene Elemente ebenso wie Elemente der kognitiven Verhaltenstherapie.
In Simbabwe werden emotionale Schwierigkeiten und Störungen, die einer Depression ähneln, teils unter dem Begriff kufungisisa gefasst, was ungefähr mit Wenn du zu viel denkst übersetzt werden kann, ebenso als kusuwisisa (tiefe Traurigkeit, im Unterschied zur normalen Traurigkeit, suwa). Gemeinsam mit den involvierten Großmüttern entwickelte Chibanda bestimmte Schlüsselkonzepte (kuvhura pfungwa, kusimudzira und kusimbisa), mit denen zentrale Konzepte der Methode ausgedrückt werden.
Im Jahr 2011 erschien die erste wissenschaftliche Veröffentlichung zu den Ergebnissen des Projekts. Die Autoren Chibanda, Melanie A. Abas des King’s College London und weitere Mitarbeiter fanden vorläufige Hinweise auf eine klinische relevante Besserung allgemeiner psychischer Störungen durch ihre Therapie. 2016 wurden weitere Ergebnisse veröffentlicht, die nach sechs Monaten eine signifikante Abnahme depressiver Symptome an Patienten aufzeigte, die Information, Unterstützung und eine Gesprächstherapie im Rahmen des Projekts erhalten hatten, verglichen mit Patienten, die ebenfalls Information und Unterstützung, aber keine psychologische Intervention erhalten hatten.
Die Therapiestunden sind für Klienten kostenlos. Zu den Themen, die in den Dialogen zur Sprache kommen, zählen unter anderem häusliche Gewalt und AIDS. Suizidgefährdete werden an professionelle Supervisoren weiterverwiesen. Die Daten der Ratsuchenden werden in der Cloud gespeichert, und jeder Patient erhält zwischen den Sitzungen Textnachrichten zur Unterstützung. Wenn ein Klient zu einer vereinbarten Sitzung nicht erscheint und auch auf Textnachrichten nicht reagiert, sucht ihn die betreffende Großmutter gemeinsam mit einem professionellen Gesundheitsleister zuhause auf.
Manche, aber nicht alle der Gemeindegroßmütter erhalten ein Entgelt von den lokalen Gesundheitsbehörden. Nach Ansicht von Chibanda wird das Projekt weitgehend von ihrem Altruismus getragen. Seine ursprüngliche Befürchtung, die Großmütter könnten angesichts der vielen schlimmen Erfahrungsberichte anderer Menschen selbst unglücklich werden, sieht Chibanda inzwischen als überholt an: Im Gegenteil schätzen es die Laientherapeutinnen, dass die Gesellschaft sie braucht.

### Verbreitung
Die Therapiestunden werden in mehr als 70 Gemeinden Simbabwes in Harare, Chitungwiza and Gweru angeboten. Seit 2006 sind im Rahmen des Projekts über 400 Großmütter in evidenzbasierter Gesprächstherapie ausgebildet worden (Stand: Herbst 2018). Allein im Jahr 2017 wurde im Rahmen des Projekts mehr als 30.000 Personen Hilfe gegeben. Ende 2019 waren 240 Laientherapeutinnen im Rahmen des Projekts in Simbabwe tätig. Die Outdoor-Therapieplätze hießen anfangs „Bank für psychische Gesundheit“, wurden jedoch bald in „Friendship Bench“ umbenannt (übersetzt: Freundschaftsbank), weil psychischen Krankheiten in Simbabwe ein Stigma anhaftet.
Versuchsweise wurden auch abgewandelte Formen des Projekts umgesetzt: eine Youth Friendship Bench für Jugendliche in Harare sowie ein weiteres, speziell an HIV-Positive gerichtetes Projekt.
Im Jahr 2016 berichtete Chibanda im Rahmen von TED Talks von seinem Projekt. Chibandas Arbeit in Simbabwe hat unter dem Namen Friendship Benches auch in New York Anwendung gefunden. Teilweise stößt das Projekt auf Widerstand seitens Vertretern medizinischer Berufe, vor allem insoweit es eine Deinstitutionalisierung betrifft.
Chibanda sieht das Modell als ein Beispiel von Peer-to-peer-counseling für die psychische Gesundheit, das weltweit Schule machen könnte.

## Veröffentlichungen (Auswahl)
- Maxine F. Spedding, Dixon Chibanda: Emerging models of Psychotherapy. In: Dan J. Stein, Judith J. Bass, Stefan G. Hofmann: Global Mental Health and Psychotherapy: Adapting Psychotherapy for Middle- and Low-Income Countries. Elsevier, 2019, ISBN 978-0-12-814932-4, S. 127–152.
- Dixon Chibanda, Petra Mesu, Lazarus Kajawu, Frances Cowan, Ricardo Araya, Melanie A. Abas: Problem-solving therapy for depression and common mental disorders in Zimbabwe: piloting a task-shifting primary mental health care intervention in a population with a high prevalence of people living with HIV. In: BMC Public Health. Band 11, 2011, Artikel 828, doi:10.1186/1471-2458-11-828, PMID 22029430 (biomedcentral.com [PDF]).
- D. Chibanda u. a.: Effect of a Primary Care-Based Psychological Intervention on Symptoms of Common Mental Disorders in Zimbabwe: A Randomized Clinical Trial. In: JAMA. Band 316, Nr. 24, 2016, S. 2618–2626, doi:10.1001/jama.2016.19102, PMID 28027368 (lshtm.ac.uk).
- Dixon Chibanda: I have seen first-hand how the horrors of Mugabe’s Zimbabwe haunt our people. In: The Guardian. 11. Januar 2018, abgerufen am 3. Januar 2020.